# Епифанова, Алла Николаевна
А́лла Никола́евна Епифа́нова (род. 2 декабря 1976, Тольятти, Куйбышевская область) — российская велогонщица, неоднократный чемпион России по маунтинбайку, участница Олимпийских Игр 1996 и 2000 года.

## Биография
Велоспортом занимается с 13 лет. Первым тренером Аллы был Сергей Гридасов. Жила и тренировалась в Тольятти, позднее переехала в Чехию.
Воспитывает двоих сыновей Илью и Данила.
В 2004 году после конфликта с руководством сборной (несмотря на то, что Алла завоевала единственную для России путёвку на Олимпийские соревнования по кросс-кантри, на Олимпиаду решением чиновников поехала Ирина Калентьева) Алла приняла решение оставить большой спорт. Однако после неудачного выступления Калентьевой Алла приняла решение готовиться к Олимпиаде в Пекине.
Однако в состав сборной в 2008 году Алла не отобралась.

## Карьера
Карьеру велогонщика Епифанова начала с гонок по шоссе, где она стала серебряной призёркой чемпионата мира среди юниоров. Однако вскоре она сменила шоссейный велосипед на маунтинбайк.
На дебютных для России в этом виде спорта Олимпийских играх в Атланте Епифанова заняла 14-е место.
На Олимпиаде в Сиднее в 2000 году Алла Епифанова заняла четвёртое место уступив победительнице 1 мин 10,91 сек. Алла шла по трассе третьей, однако незадолго до финиша упала, пропустив вперёд соперницу.
В 2003 году Епифанова в ходе чемпионата России по маунтинбайку выигрывает три золотых медали: в марафоне, эстафете и индивидуальной гонке.
В ходе подготовки в Олимпиаде 2004 на одном из этапов Кубка мира в допинг-пробе Епифановой был обнаружен фуросемид, однако после трёхмесячной дисквалификации был решено, что вины спортсменки в данном случае нет.